# Baranisobas ridibundus
Baranisobas ridibundus là một loài tò vò trong họ Ichneumonidae.